# 習近平畫像潑墨事件
習近平畫像潑墨事件指2018年7月一位网名为「feefeefly」的女子用Twitter在上海海航大廈前直播其對中国共产党一党专政的不滿，並批評中共實行的「腦控」壓迫、朝中共中央总书记習近平頭像潑墨，因而受到關注。後來證實潑墨者真名為董瑤瓊，中國湖南省株洲市攸县桃水镇谢家坪村人，在上海房地產公司做中介工作。
潑墨事件隨即在網絡上快速散播，並引起网民迴響。有网民貼出對習近平肖像潑墨、擲泥土的照片，表達對中國共產黨的不滿。
2018年7月4日董瑤瓊潑墨事件发生后第二天，美国洛杉矶时间依然是7月4日，美国非盈利组织“美国价值守护联盟”率先发起“第一届704泼墨节”活动。从此，每年7月4日这一天定居美国的华人及少数当地美国人，来到中国驻美国领事馆门前，开展泼墨节娱乐活动。用墨水洒向预先印制好的画像，以发泄对当权者的不满。

## 經過
2018年7月4日，清晨6时左右，董在上海海航大厦前说：“……反对习近平独裁专制暴政，反对中国共产党对我实施的脑控压迫……反对（此时向习近平画像泼墨）……我对他恨之入骨……看到没有，这是我的行为，反对习近平专制、暴政，反对共产党对我实施的脑控压迫。我要求国际组织介入进来，我会配合调查取证。因为很多脑控迫害取证是需要才能介入的……对，我今天就泼墨他了，我看他能把我怎么地，习近平，我在这里等着你来抓我。我就一个人，反对中国共产党，反对共产党独裁、暴政、专制。我今天就站在这里，我让你来抓我。后面就是海航大厦，习近平你的资产，好吗。我就在你的资产面前，泼你的墨。看到没有，看到你丑陋的脸没有？”。
下午3時30分左右，董瑤瓊在Twitter發出其帳號被不明人士註銷前的最後一則推特PO文称“現在我的門外有人一群制服的人。待會換好衣服就出去。我沒有罪。有罪的是傷害我的人和組織。”
之後推特上的文章開始被刪除，接著本人便失去联系。中國異議藝術家、异议人士華涌个人猜测称，“董瑤瓊的推特離奇消失，估計是她被中共控制後，控制她的人所為”。《自由亞洲電台》報導該報記者曾透過Twitter聯繫上董瑤瓊，但她拒絕接受採訪，不久她的推特帳號關閉，行蹤成謎。「潑墨」一詞成為網路禁詞。
華涌在湖南找到董瑤瓊的父親挖煤礦工董建彪後，得知其女已被中共當局以「攻擊國家領導人」罪名抓捕，董建彪表示“如果是我，我也會潑”、“我認為她的行為蠻好的，她不是為自己，是代表底層人，她說的是事實”、“我女兒這次可能命都保不住了，習主席把自己當成皇帝，過去得罪了皇帝是要株連九族的…”、“得罪了這麼高的權貴，如果判她死刑，我願意去頂，如果頂不了，我也不想活了”、“我就要保住女兒一條命”。直播這一事態並表明“希望全世界熱愛自由的人們，替我和董建彪先生呼籲言論自由無罪…”的華涌和董父被警方抓捕。

### 當局處理
来自上海的國內安全保衛向董父表示董瑶琼泼墨的行為是「攻击国家领导人」。自由亞洲電台以「岂有此理？泼墨涂污变攻击国家领导人」为题进行报道。
上海市公安局面對詢問，回應稱「上海市政府單位對此事毫無所悉」，但7月22日，RFI发文称董瑶琼已被上海及株洲市第三医院医生鉴定为有精神疾病，于16日由上海警方送回湖南老家攸县，在当局的安排下，与其母亲周莲娇和当日从上海赶回的弟弟董瑶龙见面。随后，当天被送往株洲市第三医院办理住院手续。当事人母亲表示希望能有独立专业医学机构尽快为当事人做进一步鉴定 ，而自由亞洲電台聯絡到院方，院方表示董瑶琼是以「政治犯」被送院。董建彪一度與律師到醫院尋人未果，後被國保軟禁在家中。
2020年1月2日，董瑶琼出院回家。其父董建彪透露，董瑶琼出院後沉默寡言，與入院前活潑性格大相逕庭。
2020年5月20日以及2021年1月底，董瑤瓊兩度被關入精神病院。
2021年2月董瑤瓊三度被關入精神病院，迄今無消息。

## 後續
- 有匿名網友5日上傳照片，顯示在廣東肇慶一幅巨型習近平宣傳畫像被塗上泥漿。[7]
- 2019年7月4日，董瑤瓊潑墨習近平一週年之際，近五十位华人聚集中华人民共和国驻洛杉矶总领事馆前，高呼口號，要求释放董瑶琼，之後眾人朝中共中央總書記习近平以及香港特首林鄭月娥的大幅照片潑墨[18]。
- 後來董建彪因女兒被強制送入精神病院與前妻發生矛盾，遂於2021年2月12日攜帶汽油，「威脅」要燒掉董母的房子，其後獲刑3年。2022年9月24日，根据“维权网”透露，董瑶琼之父董建彪已经于9月23日於獄中被毆打致死，其屍體全身有傷、肛門出血[17][19]。據湖南株洲人陳思明在推特上表示，董建彪的親屬接通知後，趕到停尸房，發現董建彪尸體上有傷，而且国保要求尸體5天內火化；其發出消息後不久即被國保帶走。自由亞洲電台從董建彪的親屬處得知，董建彪之子、董瑤瓊的弟弟在國保和當地政府要求下，在火化同意書上簽字，董建彪的遺體於24日被火化，當時董建彪家人上交手機後方可進入火葬場。24日晚間，董建彪的骨灰盒送回家中，當局要求家人們立即下葬，同時封鎖通往董家的路口，親屬來董家必須交出手機。25日省級人員要求董建彪的骨灰必須在26日前下葬。[15][20]

## 評價
- 北京藝術家季風表示，「潑墨女孩」踢爆造神運動，激發年輕一代對中共獨裁者積鬱已久的不滿。[7]
- 2019年5月<人道中國>頒發余志堅紀念獎予董瑤瓊[17]。

## 來源
1. ↑  Stompe, T.; Ortwein-Swoboda, G.; Schanda, H. . Schizophrenia Bulletin. 2004-01-01, 30 (1): 31–44. ISSN 0586-7614. doi:10.1093/oxfordjournals.schbul.a007066.
2. ↑  Bell, Vaughan; Maiden, Cara; Muñoz-Solomando, Antonio; Reddy, Venu. . Psychopathology. 2006, 39 (2): 87–91. ISSN 0254-4962. doi:10.1159/000090598.
3. 1 2 3  . 自由時報電子報. 2018-07-05  [2018-07-06]. （原始内容存档于2018-07-05） （中文）.
4. ↑  . 美国之音. 2020-09-28  [2023-05-13]. （原始内容存档于2023-05-13） （中文）.
5. ↑  . 自由時報電子報. 2018-07-06  [2018-07-07]. （原始内容存档于2018-07-06） （中文）.
6. ↑  . 自由时报. 2018-07-05  [2018-07-25]. （原始内容存档于2018-07-08）.
7. 1 2 3  . 世界日報. 2018-07-06  [2018-07-06]. （原始内容存档于2018-07-06） （中文）.
8. ↑  . 法廣. 2018年7月14日  [2018年7月14日]. （原始内容存档于2018年7月14日） （中文（臺灣））.
9. ↑  . 自由時報. 2018年7月14日  [2018年7月14日]. （原始内容存档于2018年7月14日） （中文（臺灣））.
10. ↑  . 自由亞洲電台. 2018-07-13  [2020-01-26]. （原始内容存档于2020-01-26）.
11. ↑  孫宇青. . 自由時報電子報. 2018-07-18  [2018-07-22]. （原始内容存档于2018-07-22） （中文）.
12. ↑  . 法广. 2018-07-22  [2018-07-23]. （原始内容存档于2018-07-24） （中文（中国大陆））.
13. ↑  . 自由時報電子報. 2018-07-23  [2018-07-23]. （原始内容存档于2018-07-23） （中文）. 中國女子董瑤瓊日前在上海對習近平肖像潑墨，從此「被失蹤」至今，上海市公安局18日出面回應，稱「不知道此事」。而有知情人士透露，董瑤瓊被上海政府方面專家鑑定患有精神病，上海警方將她送回老家湖南省，並指示董瑤瓊住進湖南省的精神病院。
14. ↑  . 自由亞洲電台. 2018-07-23  [2020-01-26]. （原始内容存档于2020-01-26）.
15. 1 2 3  . 自由亞洲電台. 2022-09-25  [2022-09-26]. （原始内容存档于2022-10-06）.
16. ↑  .   [2020-01-26]. （原始内容存档于2020-01-03）.
17. 1 2 3  余杰 <當代英雄 (一)> P420起
18. ↑  .   [2020-01-26]. （原始内容存档于2019-12-01）.
19. ↑  梒青 (编). . 自由亚洲电台. 2022-09-24  [2022-09-25]. （原始内容存档于2022-09-25）. 据海外维权网9月24日披露，“泼墨女”董瑶琼的父亲董建彪，9月23日惨死在狱中。据湖南株州民主人士陈思明说，24号上午十点多，董瑶琼的堂哥来电话，说董瑶琼的父亲董建彪23日惨死在监狱。亲属在停尸房看了其尸体，全身有伤，肛门出血。国保说5天之内火化。
20. ↑  . 德國之聲. 2022-09-27. （原始内容存档于2022-10-08）.